# Yo-Sam Choi
Yo-Sam Choi (em Hangul:최요삼, em Hanja: 崔堯三) (Jeongeup, 16 de outubro de 1973 – Seul, 3 de janeiro de 2008) foi um boxeador coreano que foi campeão mundial. Choi nasceu em Jeongeup, Jeollabukdo, Coreia do Sul. Morreu em 3 de janeiro após um falha em uma cirurgia no dia anterior. Em sua carreira, disputou 37 lutas, das quais venceu 32 e perdeu 5.